# Whitey Von Nieda
Stanley Lee "Whitey" Von Nieda Jr. (Ephrata, Pensilvania; 19 de junio de 1922-Elizabethtown, Pensilvania, 6 de septiembre de 2023) fue un jugador y entrenador de baloncesto estadounidense que disputó una temporada en la NBA, además de jugar en la NBL y la EPBL. Con 1,85 metros de estatura, jugaba en la posición de escolta.

## Trayectoria deportiva

### Universidad
Jugó durante su etapa universitaria con los Nittany Lions de la Universidad Estatal de Pensilvania, con los que logró 1.062 puntos, liderando en anotación el país en su temporada senior.

### Profesional
Tras cumplir el servicio militar durante la Segunda Guerra Mundial, fichó por los Lancaster Red Roses de la EPBL, con los que jugó una temporada en la que fue el máximo anotador de la competición, promediando 22,7 puntos por partido. Al año siguiente fchó por los Tri-Cities Blackhawks, entonces en la NBL, con los que promedió 12,1 puntos por encuentro, siendo elegido en el segundo mejor quinteto de la competición.
Al año siguiente el equipo jugó en la BAA,y a mitad de temporada fue traspasado a los Baltimore Bullets, con los que acabó la misma promediando 6,2 puntos y 3,2 asistencias por partido. De vuelta en Lancaster, su condado natal, jugó una temporada más en la EPBL, en la que volvió a ser uno de los jugadores más destacados de la competición, con 14,7 puntos por partido, el octavo mejor anotador de la liga.

## Estadísticas de su carrera en la NBA

### Temporada regular
| Temporada | Edad | Equipo                | Liga | Pos. | P  | TIT | MIN | TC  | TCA | %TC  | 3P | 3PA | %3P | TL  | TLA | %TL  | R.OF. | R.DEF. | REB | ASIS | ROB | TAP | PER | FP  | PTS |
| 1949-50   | 27   | TOTAL                 | NBA  |      | 59 |     |     | 2.0 | 5.7 | .357 |    |     |     | 1.2 | 1.9 | .635 |       |        |     | 2.4  |     |     |     | 2.2 | 5.3 |
| 1949-50   | 27   | Tri-Cities Blackhawks | NBA  |      | 26 |     |     | 1.5 | 4.5 | .345 |    |     |     | 1.1 | 1.8 | .630 |       |        |     | 1.4  |     |     |     | 1.8 | 4.2 |
| 1949-50   | 27   | Baltimore Bullets     | NBA  |      | 33 |     |     | 2.4 | 6.7 | .364 |    |     |     | 1.3 | 2.1 | .638 |       |        |     | 3.2  |     |     |     | 2.4 | 6.2 |
| Total     |      |                       | NBA  |      | 59 |     |     | 2.0 | 5.7 | .357 |    |     |     | 1.2 | 1.9 | .635 |       |        |     | 2.4  |     |     |     | 2.2 | 5.3 |